# Sojus MS-14
Sojus MS-14 war ein unbemannter Testflug des russischen Sojus-Raumschiffs zur Internationalen Raumstation. Im Rahmen des ISS-Programms trägt der Flug die Bezeichnung ISS AF-60S. Es war der 166. Flug im Sojusprogramm und der 59. Besuch eines Sojus-Raumschiffs an der ISS.

## Missionszweck
MS-14 bereitete den Wechsel der bemannten Sojus-Flüge von der Raketenversion Sojus-FG auf die neuere Sojus-2.1a vor. Die nachfolgende Mission MS-15 soll aber nochmals mit der Sojus-FG starten. Mit MS-14 wurden unter anderem neue Systeme zur Lagekontrolle und Navigation sowie eine geänderte Software für die Auslösung des Rettungssystems getestet. Anders als die Sojus-FG unternimmt die Sojus-2.1 nach dem Start ein Rollmanöver, was bei der vorherigen Softwareversion als Fehlfunktion betrachtet worden wäre und einen Missionsabbruch ausgelöst hätte.

## Missionsverlauf
Der Flug startete am 22. August 2019 um 05:38 MESZ vom Kosmodrom Baikonur. Anstatt einer Crew war der anthropomorphe Roboter Skybot F-850 an Bord. Der Roboter war während des Flugs vom Boden aus steuerbar.
Am 24. August 2019 um 7:31 Uhr sollte das Sojus-Raumschiff am Poisk-Modul der ISS andocken. Wegen eines defekten Verstärkers im Kurs-Dockingsystem des Poisk-Moduls konnte sich die Sojus jedoch nicht auf den Kopplungsadapter ausrichten. Das Raumschiff schwebte einige Minuten lang hin und her und geriet zeitweise außer Sicht. Da die Sojus – anders als der Progress-Frachter – nicht fernsteuerbar ist, brach der ISS-Kommandant Alexei Owtschinin das Docking auf Anweisung des Missionskontrollzentrums ab. Bei einer bemannten Mission hätte die Sojus-Besatzung die Steuerung übernehmen und manuell ankoppeln können.
Im zweiten Versuch am 27. August dockte das Raumschiff erfolgreich am Swesda-Modul an. Tags zuvor hatte Alexander Skworzow gemeinsam mit Luca Parmitano und Andrew R. Morgan sein Rückkehrschiff Sojus MS-13 zum Poisk-Modul geflogen, um den Swesda-Kopplungsplatz freizumachen. Skybot FJ-850 verbrachte anschließend einige Tage an Bord der Raumstation.
Am 6. September 2019 dockte Sojus MS-14 ab und landete 147 Kilometer südöstlich von Schesqasghan in der kasachischen Steppe.